# Rubus prosper
Rubus prosper es una especie de planta del género Rubus, perteneciente a la familia Rosaceae.

## Taxonomía
Rubus prosper fue descrita por Liberty Hyde Bailey en 1943.

## Distribución
Se encuentra en el territorio de Rhode Island.